# Circus macrosceles
El aguilucho lagunero malgache (Circus macrosceles) es una especie de ave accipitriforme de la familia Accipitridae endémica de Madagascar y las islas Comoras, en el océano Índico. Anteriormente se clasificaba como una subespecie del aguilucho lagunero de Reunión (C. maillardi) pero en la actualidad se consideran especies separadas.

## Descripción
El aguilucho lagunero malgache mide entre 42–55 cm de largo. La hembra es hasta un 13% mayor que el macho. El macho tiene la espalda negruzca y la cabeza grisácea con veteado oscuro. Sus partes inferiores y el obispillo son blanquecinos y su cola es gris con listado oscuro. la parte frontal y las puntas de las alas son negruzcas, mientras que las secundarias son grises con listado oscuro. Las hembras son más parduzcas que los machos.
El aguilucho lagunero de Reunión es más pequeño y oscuro, tiene las patas más cortas y las alas más redondeadas. Sus machos tienen la cabeza más negra y las plumas secundarias y réctrices presentan menos listado.

## Distribución y hábitat
Se encuentra en las marismas y herbazales de la isla de Madagascar salvo en el sur. En general es escaso y sus poblaciones más importantes están en el noroeste. Está presente desde el nivel del mar hasta los 1800 metros de altitud. En las Comoras es más frecuente en hábitats más secos y zonas forestales. Ocupaba las cuatro islas principales pero no hay registros recientes en Mayotte.
El tamaño exacto de su población es desconocido pero se estima entre 250 y 999 individuos. Su población está en declive por la pérdida de hábitat y la caza por lo que está clasificada como  vulnerable por BirdLife International.

## Comportamiento
Se alimenta principalmente de aves como la perdiz malgache aunque también caza reptiles, anfibios, roedores e insectos. Generalmente caza volando bajo y dejándose caer rápidamente para atrapar a sus presas en el suelo. También puede cazar por encima del dosel del bosque.
Cría en las marismas, construyendo su nido en el suelo o en un arbusto bajo. Incuba sus huevos blancos durante 32–34 días y sus polluelos se desarrollan tras 42–45 días.